# Инструментальная погрешность

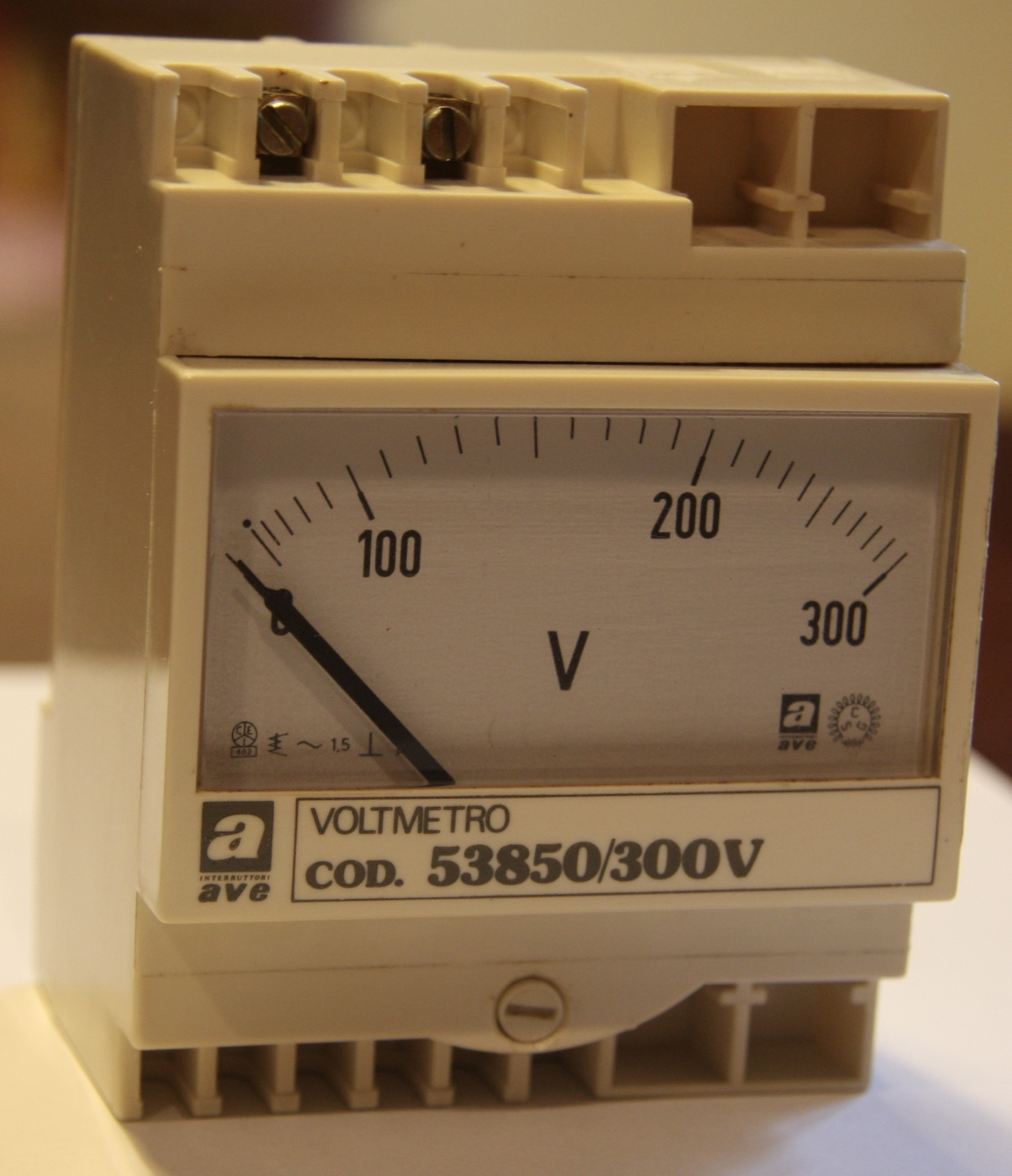
Вольтметр с инструментальной погрешностью 1,5% от максимальной отметки шкалы (приведённая погрешность)

Инструментальная погрешность (погрешности средств измерений, instrumental error) — погрешность, обусловленная несовершенством применяемых средств измерений, составляющая полной погрешности измерений. 
Причины  возникновения  инструментальной погрешности — неточности, допущенные при изготовлении и регулировке приборов, изменение метрологических характеристик вследствие старения. В высокочувствительных приборах  заметное влияние оказывают внутренние шумы. Инструментальная погрешность определяется классом точности средства измерения или описывается математической моделью.
Оценивается как половина цены деления шкалы или веса младшего разряда цифрового табло.
Для определения инструментальной погрешности {\displaystyle \Delta _{inst}}   принята математическая модель:
{\displaystyle \Delta _{inst}=\Delta _{MI}*\Delta _{int}}
,где символом  {\displaystyle \Delta _{MI}} отмечена погрешности  средства измерений в реальных условиях, {\displaystyle \Delta _{int}} погрешности , обусловленной взаимодействием средства измерений с объектом измерений, * — функционал.